# BITE BACK (歌曲)
BITE BACK是台湾歌手王心凌的一首歌曲，收錄於王心凌2023年10月12日发行的同名专辑《BITE BACK》中。該歌曲由劉柏辛及Alina Smith作詞，並由劉柏辛、Alina Smith、Femke Weidema作曲、編曲及製作。該歌曲作為專輯《BITE BACK》的首波主打單曲，由索尼音樂娛樂於2023年9月5日發行。

## 創作與錄製
歌曲BITE BACK由劉柏辛、Alina Smith、Femke Weidema共同創作。該歌曲融合大量合成器 (Synth)、動感Trap鼓點、電玩音效以及最潮舞曲元素，是王心凌出道20週年首次挑戰的曲風，也是現在的王心凌喜歡的舞曲曲風。該歌曲舞蹈被稱為「甜蜜咬一口舞」，由Kiel Tutin編舞。歌詞傳達出不斷想突破自我，挑戰過去的自己，即使在迷惘中也不停止自我探索，無所畏懼地繼續前行的主題。王心凌希望歌迷用這首歌開啟自己對生活與世界的回擊，活出自信美麗的人生。王心凌表示在劉柏辛參加說唱節目時已關注她，因此在製作新專輯時想到她並主動向她邀歌。該歌曲先由王心凌與劉柏辛交流王心凌喜歡的音樂類型及想挑戰的曲風，有了風格及概念設定後才開始創作。除此之外，王心凌也請劉柏辛特別設計一段歌迷較熟悉的王心凌風格，該段落相較其他段落旋律較柔美，歌詞較正面，與其他段落有較大的反差。王心凌表示第一版歌曲小樣 (Demo) 風格偏酷，在彼此討論及交流想法後，來回修改了10版才定案。王心凌在該歌曲中使用了酷、柔美、俏皮、說唱數種唱腔來表現出她戰勝上一秒的自己，以全新面貌再次出現的一次勇敢冒險。

## 音樂錄影帶
2023年9月5日，專輯同名首波主打歌BITE BACK的MV發佈。該MV由導演陳奕仁執導，並由仙草影像製作。發佈後成為YouTube台灣發燒影片第3名、台灣音樂發燒影片第2名、新加坡音樂發燒影片第16名、香港音樂發燒影片第26名。而該MV在發佈後第三天於YouTube突破100萬觀看次數，並在第9天突破200萬。9月11日，發佈BITE BACK的舞蹈版MV。該MV以東方新韻國潮、賽博龐克霓虹以及摩登科技未來為主題，打造出七個不同場景的甜蜜多元宇宙。

## 獎項
2024年1月26日，歌曲BITE BACK獲得2023年Hito流行音樂獎年度百首單曲第8名。2月21日，第1屆金狼獎公布入圍名單，歌曲BITE BACKMV入圍年度最佳MV獎，而陳奕仁則憑藉BITE BACKMV入圍最佳導演獎、王漢聲憑藉該MV入圍最佳製片獎、方綺倫及黃郁萍憑藉該MV入圍最佳造型設計獎、郭志達憑藉該MV入圍最佳美術設計獎、陳家和及苗天雨藉該MV入圍最佳視覺特效獎。該MV是該屆獎項入圍最多獎項的音樂錄影帶。3月9日，歌曲BITE BACKMV獲得第1屆金狼獎的LINE年度人氣MV獎、最佳美術設計獎及最佳視覺特效獎。

## 發行
2023年9月5日，王心凌發行第一主打BITE BACK，發行首日獲得音樂串流平台KKBOX台灣即時榜冠軍；KKBOX華語單曲日榜馬來西亞第5名、台灣第23名；KKBOX華語新歌日榜馬來西亞第3名、台灣第6名、新加坡第11名；KKBOX綜合新歌日榜馬來西亞第4名、新加坡第11名；台灣iTunes音樂排行榜冠軍、新加坡iTunes音樂排行榜第8名。
| 發行地區            | 發行日期     | 格式              | 發行公司   |
| ------------------- | ------------ | ----------------- | ---------- |
| 全球 (中國大陸除外) | 2023年9月5日 | 數位下載 串流媒體 | 索尼音樂   |
| 中國大陸            | 2023年9月5日 | 數位下載 串流媒體 | 永稻星娛樂 |

## 幕後人員
- 詞：劉柏辛/Alina Smith
- 曲：劉柏辛/Alina Smith/Femke Weidema
- Alina Alexandrovna Smith | OP：Nixie Music | SP：StreetVoice Publishing
- Femke Weidema | OP：WC Music Corp. | SP：Warner Chappell
- 劉柏辛 | OP：Nixie Music | SP：StreetVoice Publishing
- 製作人：劉柏辛/Alina Smith/Femke Weidema
- 配唱製作人：陳思宇
- 編曲：劉柏辛/Alina Smith/Femke Weidema
- 和聲：劉柏辛/Alina Smith/Femke Weidema
- 錄音：陳志翔 @白金錄音室
- 混音：Femke Weidema